# Martha King

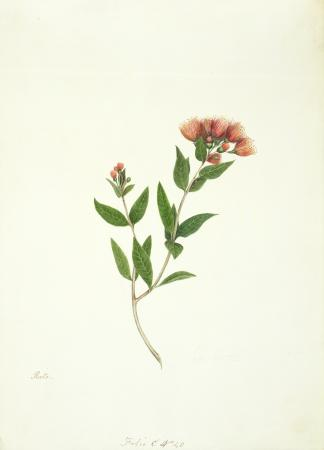
Ein Aquarell neuseeländischer Rata von Martha King, 1842 für die New Zealand Company geschaffen

 Martha King (* 1803 in Hawthorn (Victoria), Irland; † 31. Mai 1897 in New Plymouth, Neuseeland) war eine neuseeländische Lehrerin und Malerin. Sie gründete in Whanganui und New Plymouth eine Schule und war Neuseelands erste ansässige botanische Künstlerin.

## Leben und Werk
King war die Tochter eines protestantischen Geistlichen. Sie wanderte im Dezember 1840 nach Neuseeland aus und kam an Bord der Bark London in Wellington an. Sie segelte mit ihrer ältesten Schwester Maria und ihrem Bruder Samuel Popham King an Bord der Elizabeth nach Whanganui, wo sie im Februar 1841 ankamen. Die Geschwister King waren Gründungssiedler in Whanganui, wo sie einen Teil des von Colonel William Wakefield erworbenen Landes erworben hatten. Während ihres ersten Jahres in der neuen Siedlung bewohnte King mit ihren Geschwistern zwei Wohnungen, in einer davon eröffnete sie mit ihrer Schwester die erste Frauenschule in Whanganui. Ihr Bruder wurde 1842 der zweite Postmeister in Whanganui und fungierte ab 1841 als Friedensrichter. Im März 1843 wurde er zum Polizeirichter und 1844 zum Hafenmeister ernannt.
Im Dezember 1847 segelte sie mit ihrer Familie an Bord der Ralph Bernal nach New Plymouth. Dort heiratete ihr Bruder 1848 Mary Jane Sullivan. Sullivan war Musikerin und gründete zusammen mit King und deren Schwester eine Schule in New Plymouth, die auch als Ort für gesellschaftliche Veranstaltungen diente.

## Zeichnungen  und Aquarelle
Im September 1842 wurde King von der Wellington Horticultural and Botanical Society beauftragt, zwei Sätze von Zeichnungen der interessantesten einheimischen botanischen Exemplare anzufertigen. Der erste Satz von 40 Aquarellen, der für die New Zealand Company bestimmt war, erreichte London im September 1843. Er enthielt die Originale für vier der fünf botanischen Tafeln in Edward Jerningham Wakefields Illustrationen zu Adventure in New Zealand from 1839 to 1844, 1845 in London veröffentlicht. Alle Originale wurden später in einen Band eingebunden, der weitere fünf botanische Aquarelle enthielt. Sie gelangten in die Sammlungen des Royal Colonial Institute, heute Royal Commonwealth Society, London, von dem die Alexander Turnbull Library in Wellington sie 1981 erwarb. Von der zweiten Serie, die für die Horticultural Society of London gemalt wurde, ist kein Bild mehr vorhanden.
Kings erhaltenes Werk besteht aus dem ersten Satz Aquarelle und 16 Bleistiftskizzen von Nordinsellandschaften aus den Jahren 1841 bis 1859, die ebenfalls in der Alexander Turnbull Library aufbewahrt werden. Bemerkungen in den Briefen von Freunden und Mitsiedlern deuten darauf hin, dass Kings künstlerische Fähigkeiten weithin anerkannt und respektiert wurden, obwohl bekannt ist, dass sie nur einmal ausgestellt hat, auf der Sydney International Exhibition (1879), wo sie eine botanische Studie zeigte.
King starb 1993 im Alter von 94 Jahren.

## Ehrungen (Auswahl)
- 2017 wurde King zu einer der 150 Frauen in 150 Wörtern der Royal Society Te Apārangi gewählt.

## Zeichnungen von Marta King (Auswahl)

### Blumenzeichnungen

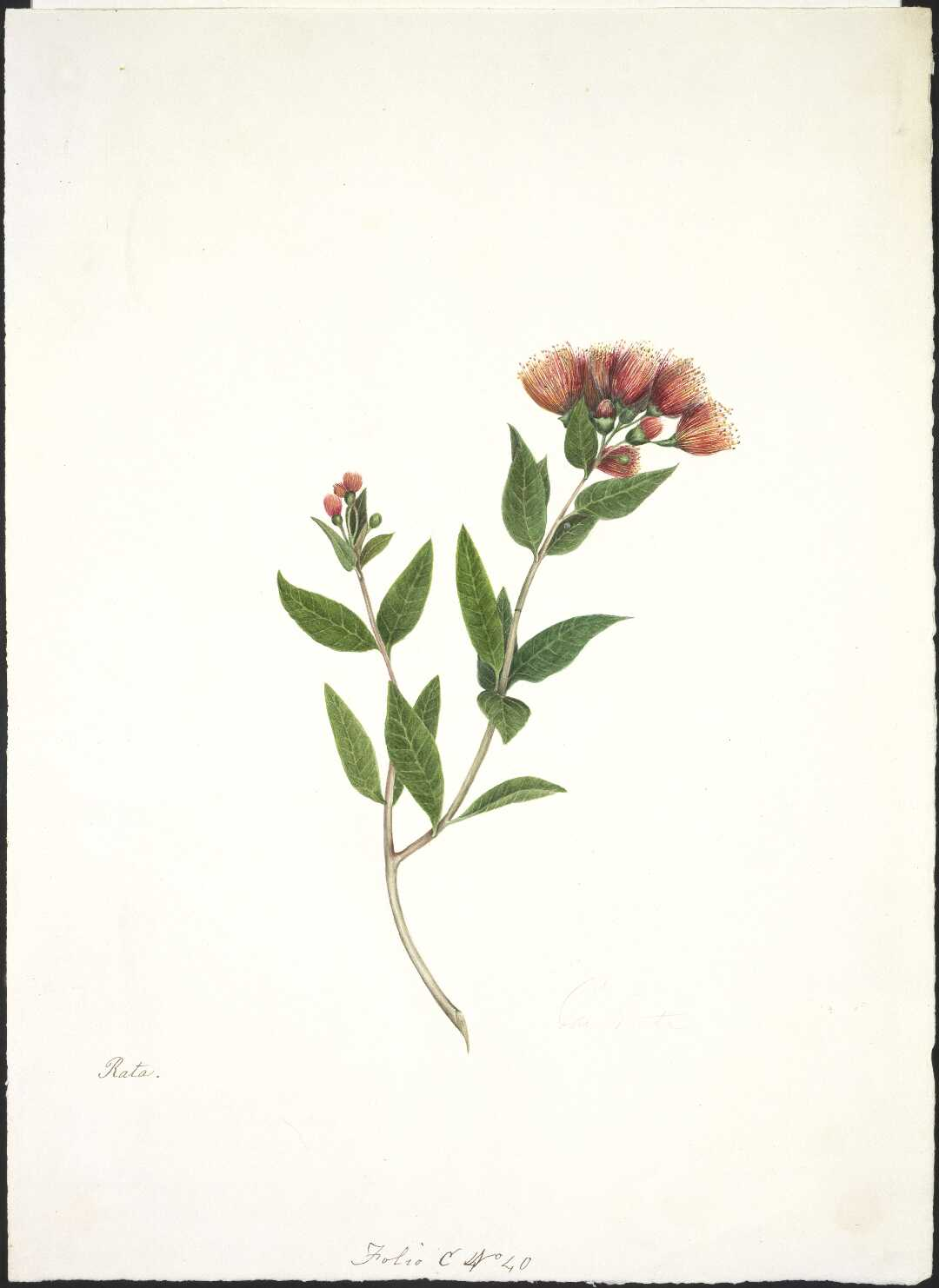
Ein Zweig roter Rata mit Blatt und Blüte. 1842 für die New Zealand Company erstellt.
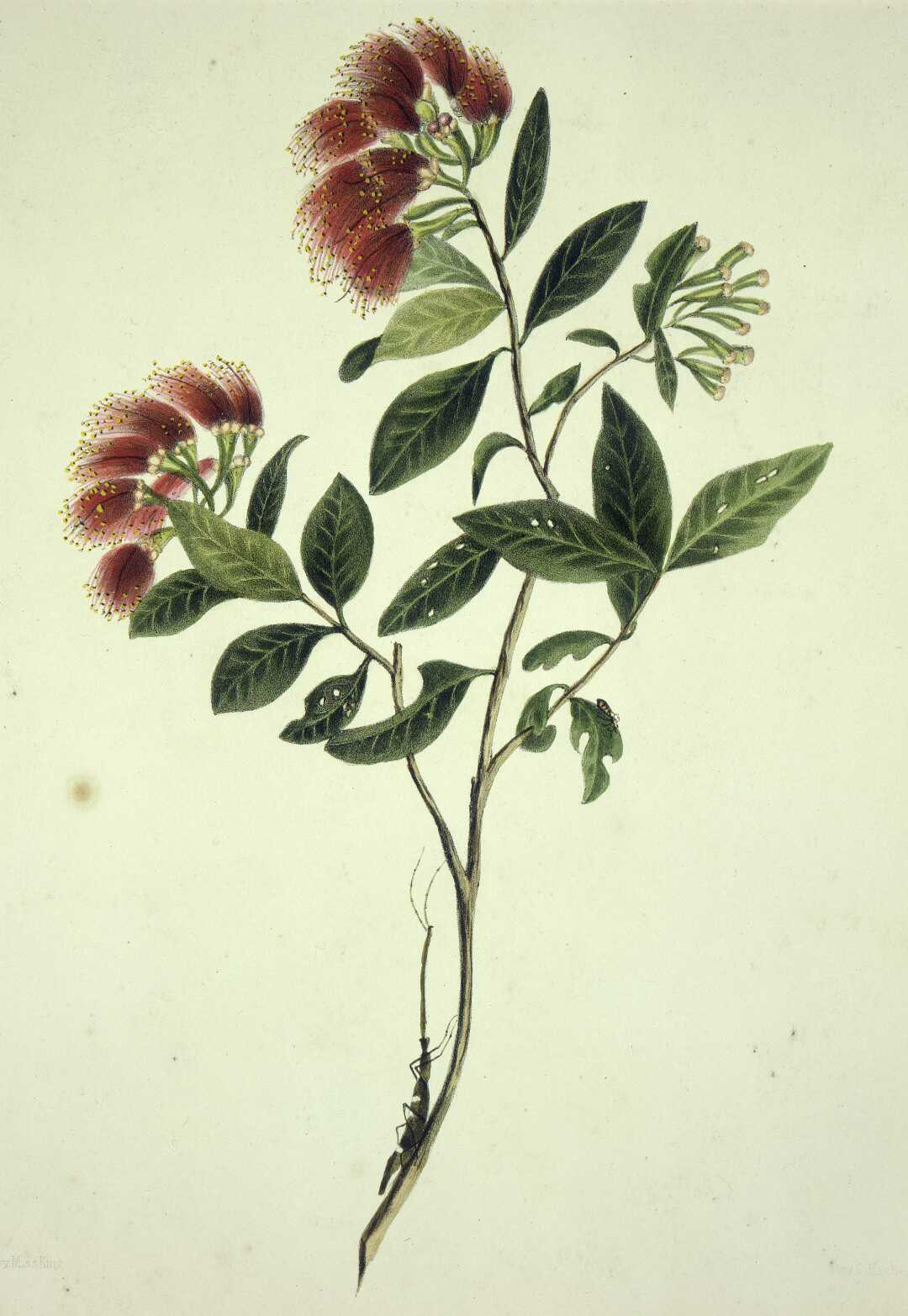
Handkolorierte Lithographie eines Zweigs der Roten Rata mit Blüten und Blättern. Ein neuseeländischer Giraffenrüsselkäfer kriecht den Hauptstiel hinauf.
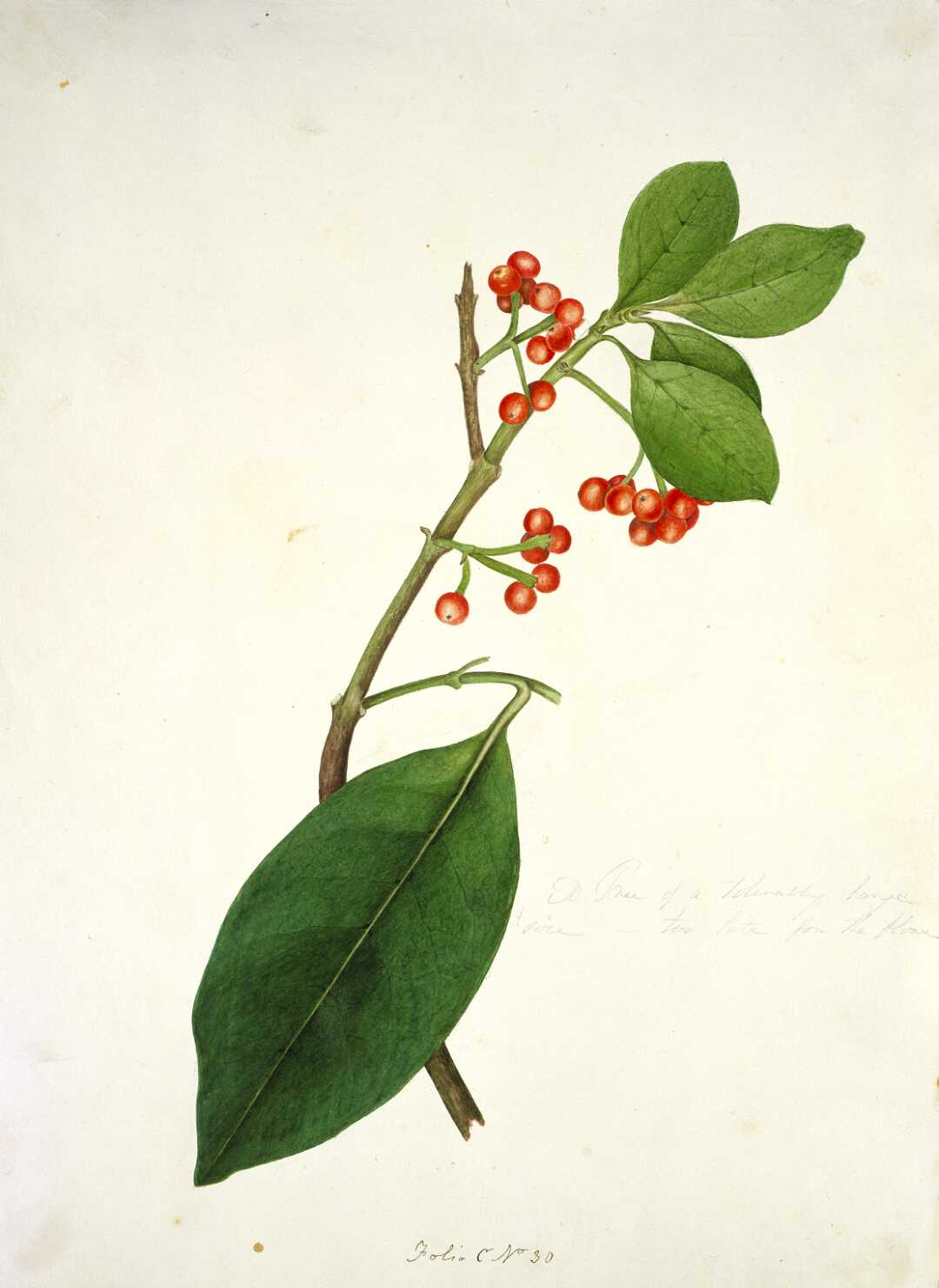
Ein Zweig von Coprosma mit Blättern und Beeren von Martha King. 1842 für die New Zealand Company erstellt.
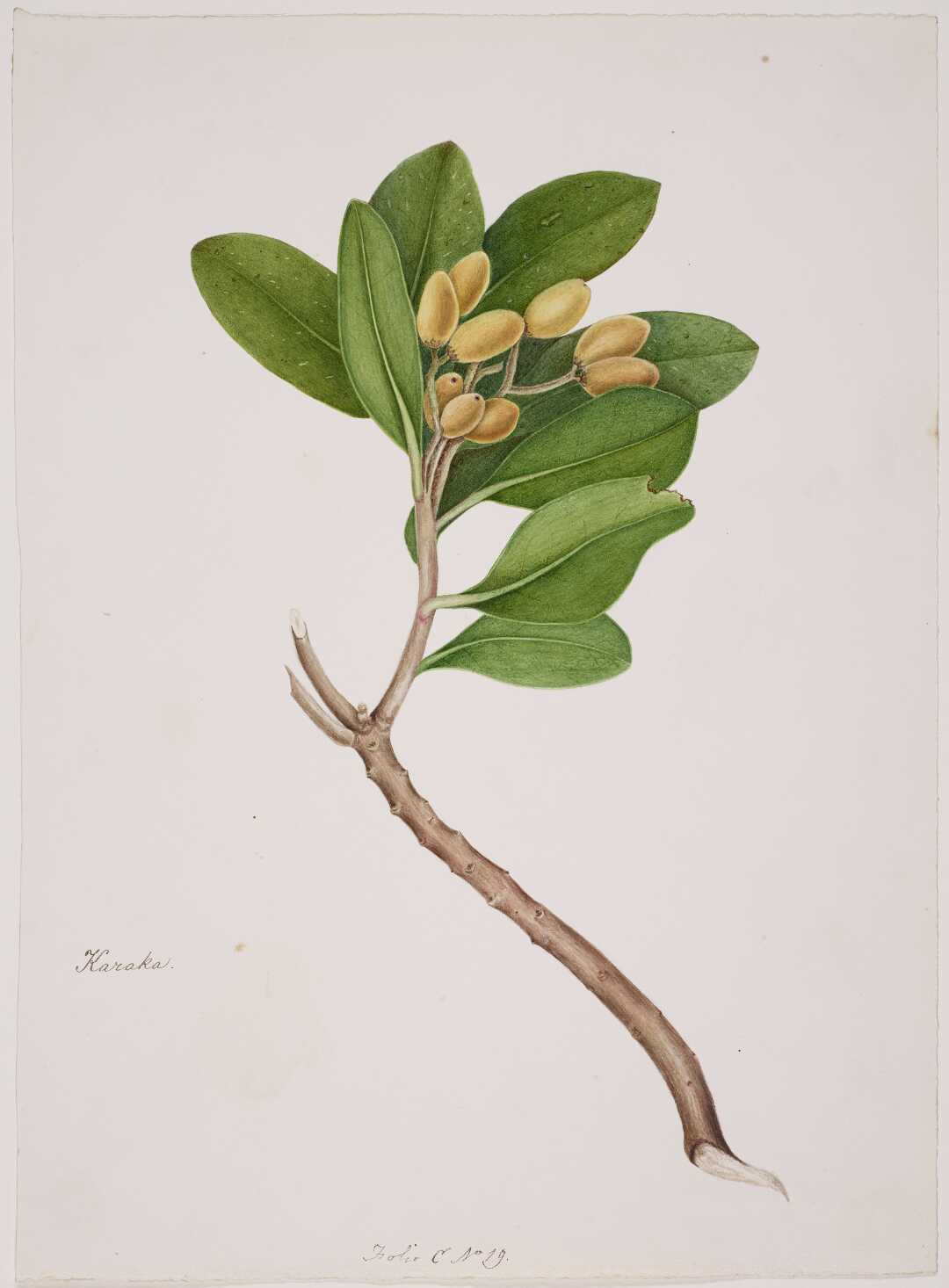
Zweig des Karaka-Baums (Corynocarpus laevigatus) mit Blättern und reifen gelben Früchten. 1842 für die New Zealand Company erstellt.
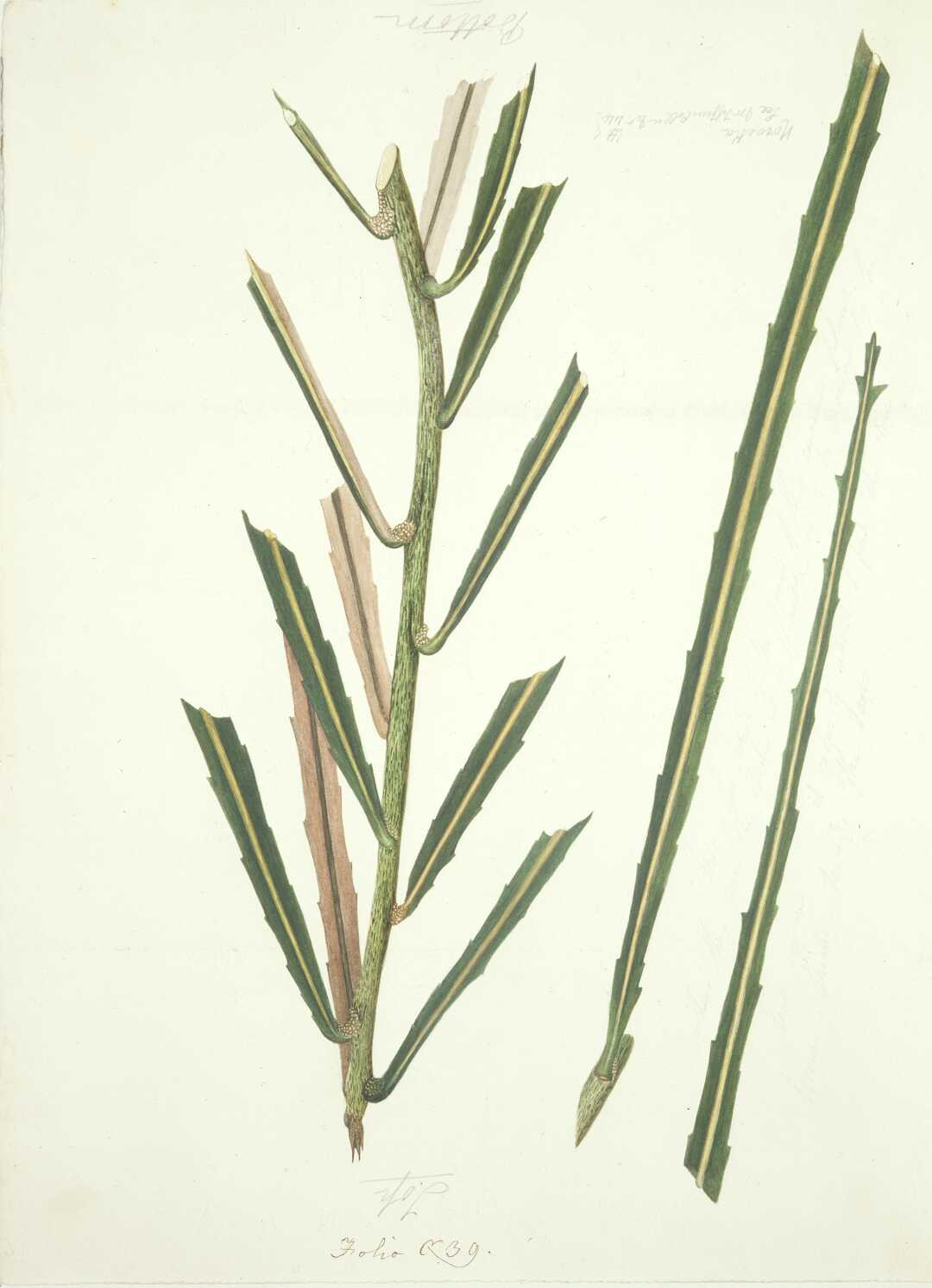
Ein Zweig des Lanzenholzes (Pseudopanax crassifolius), 1842.
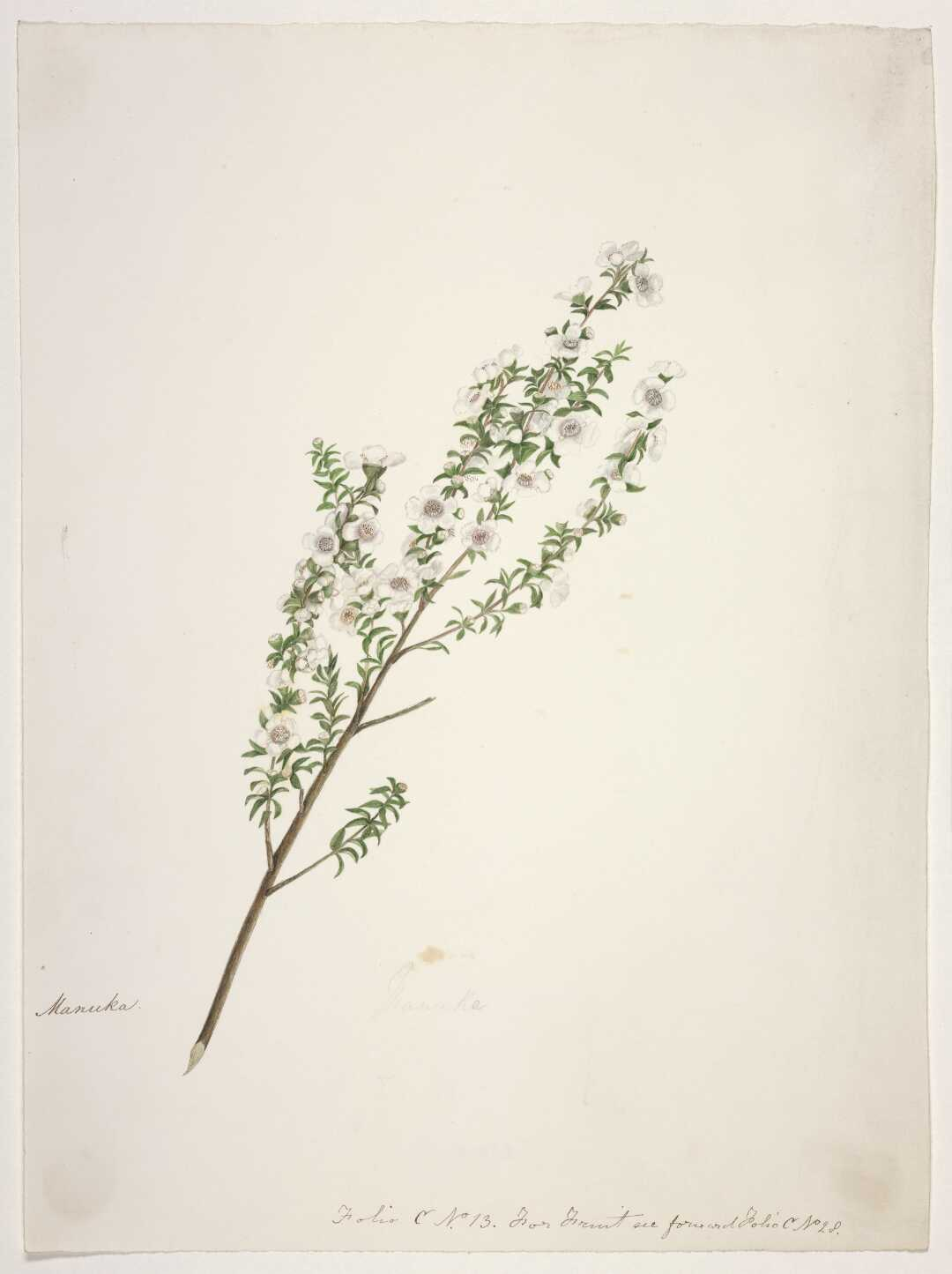
Ein blühender weißer Manuka-Zweig. 1842 für die New Zealand Company erstellt.
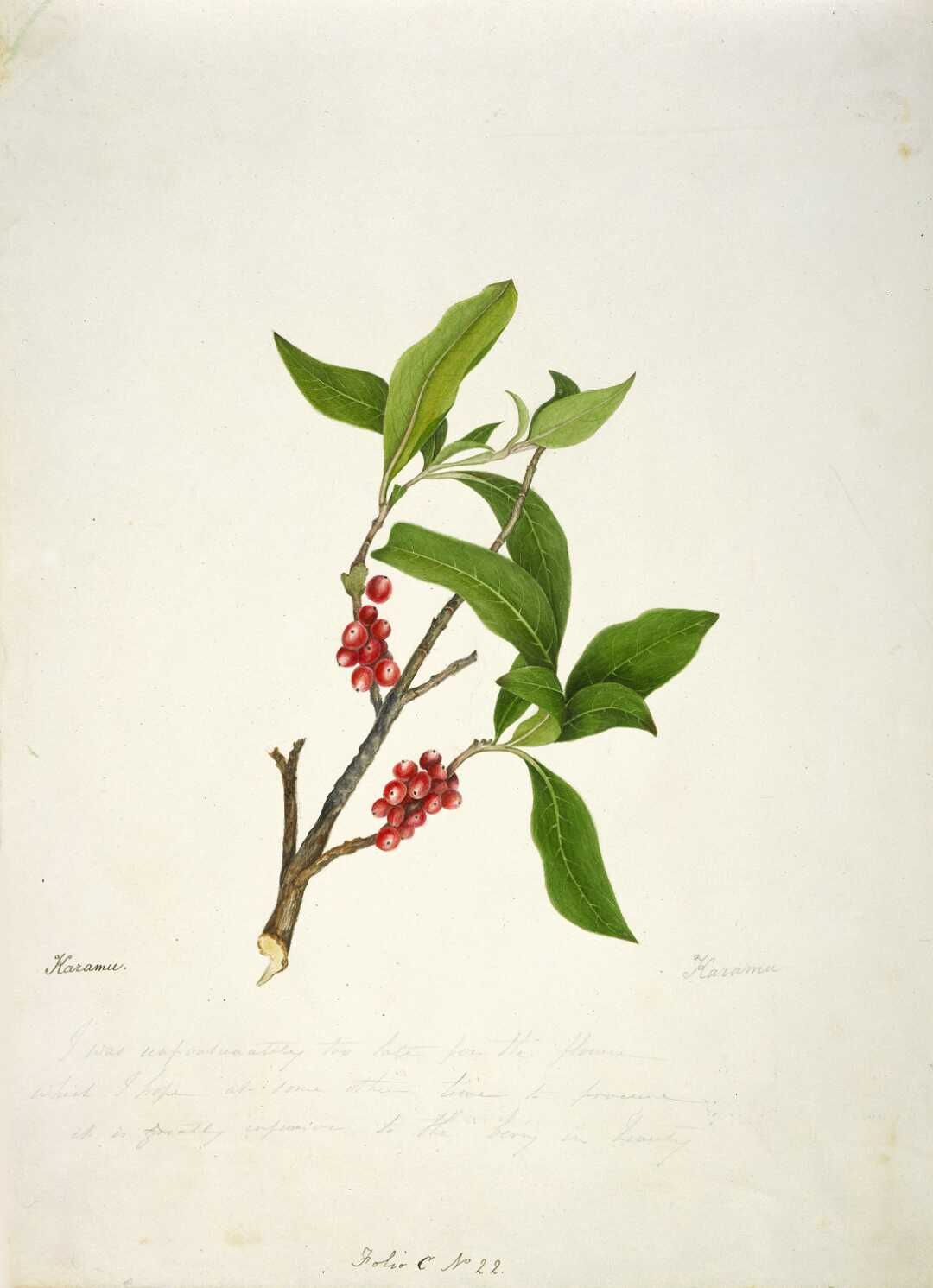
Ein Karamu-Zweig mit Blättern und Beeren. 1842 für die New Zealand Company erstellt.
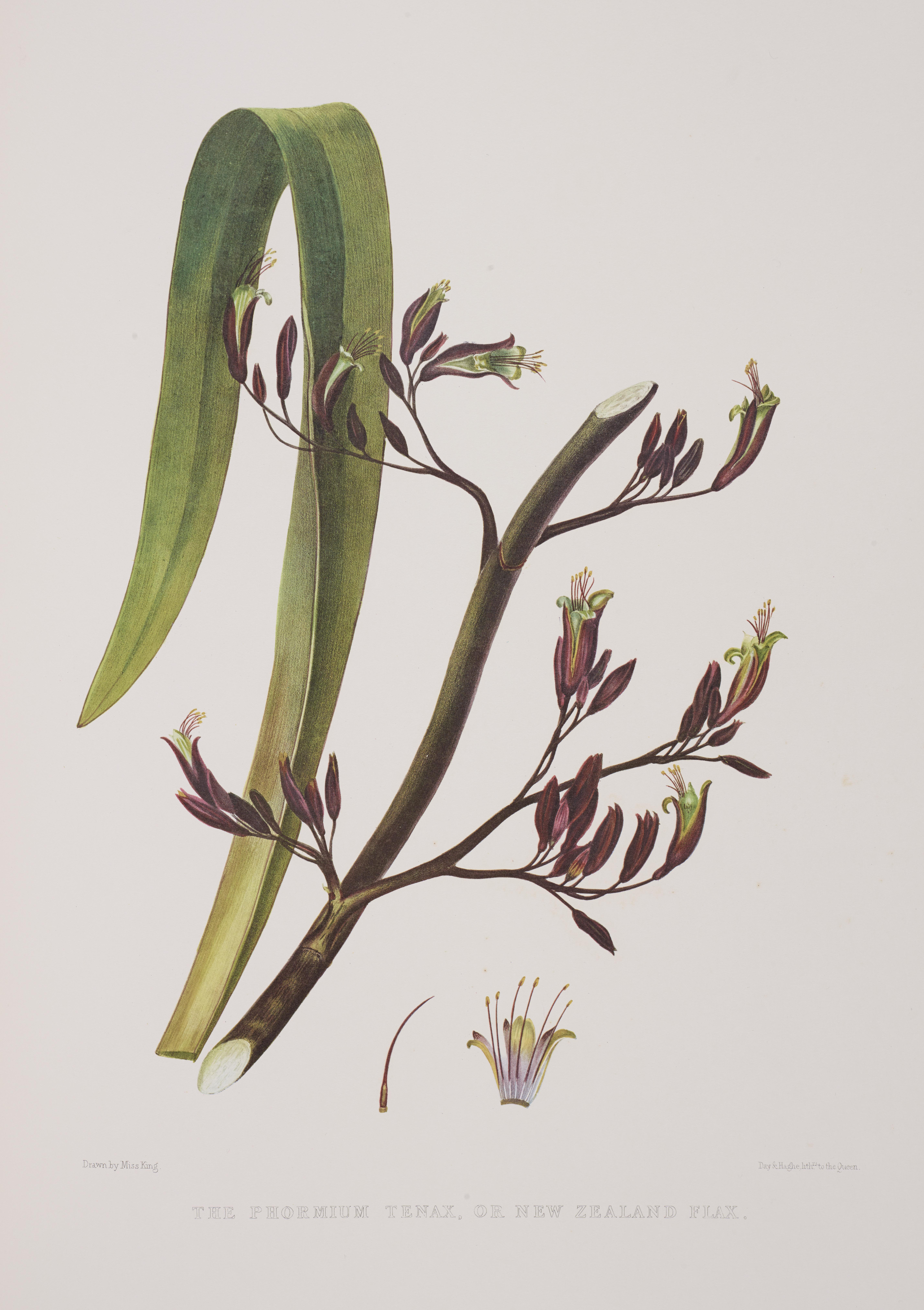
Blatt, Blütenzweig und zerschnittene Blüte von Phormium tenax, Harakeke oder neuseeländischem Flachs.

### Landschaftszeichnungen

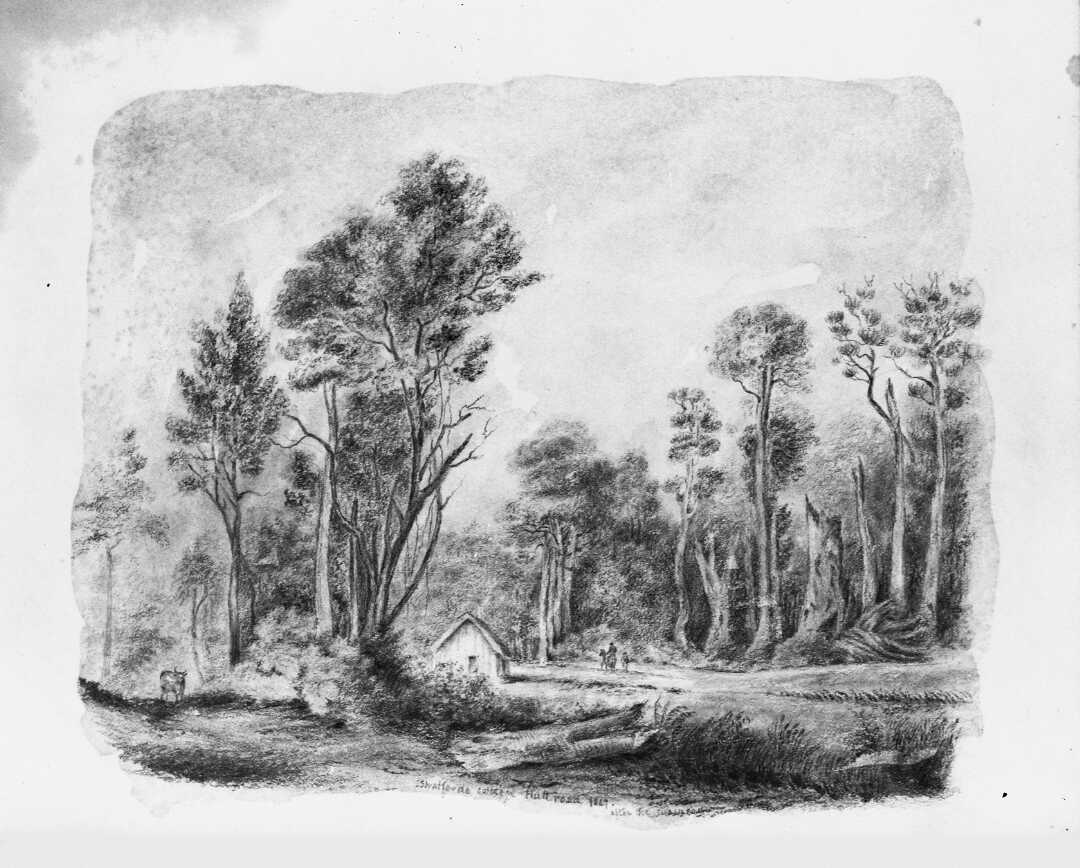
Seaview Farm, Belmont, Heimat von John Stratford und seiner Frau Anne (geb. Harnett)
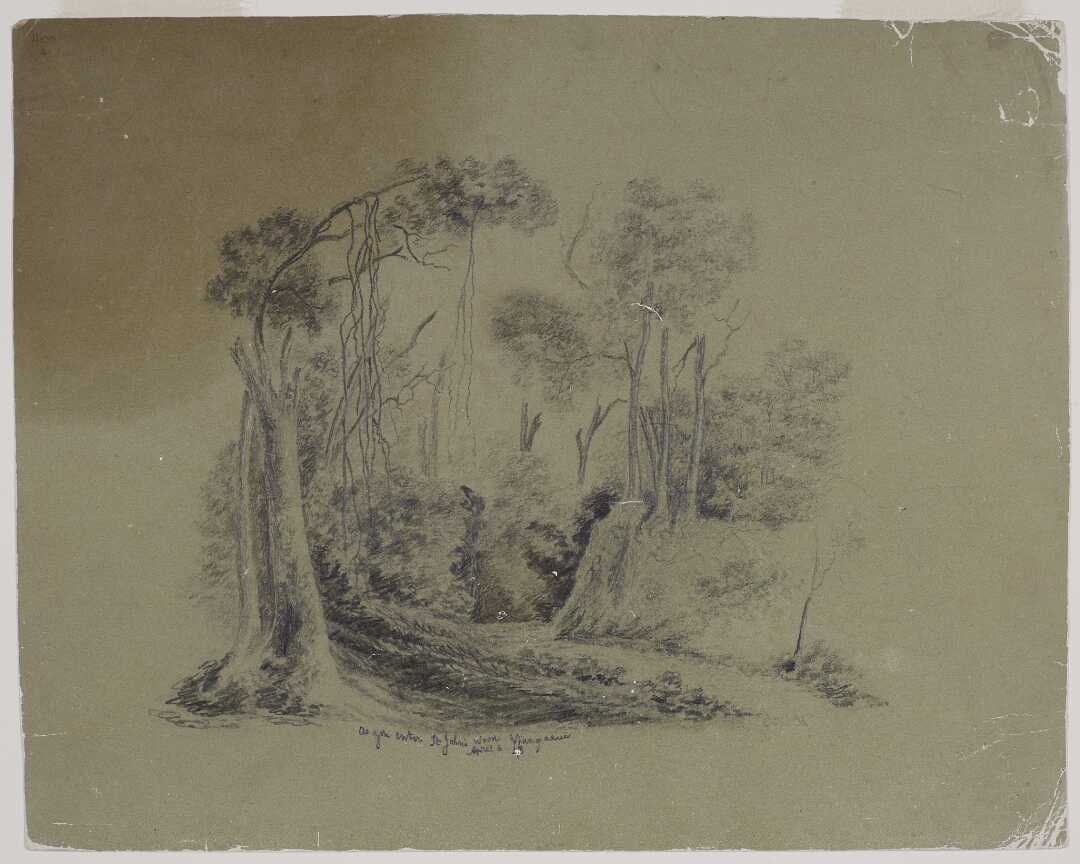
Beim Betreten von St. John's Wood, Wanganui, 6. April 1848
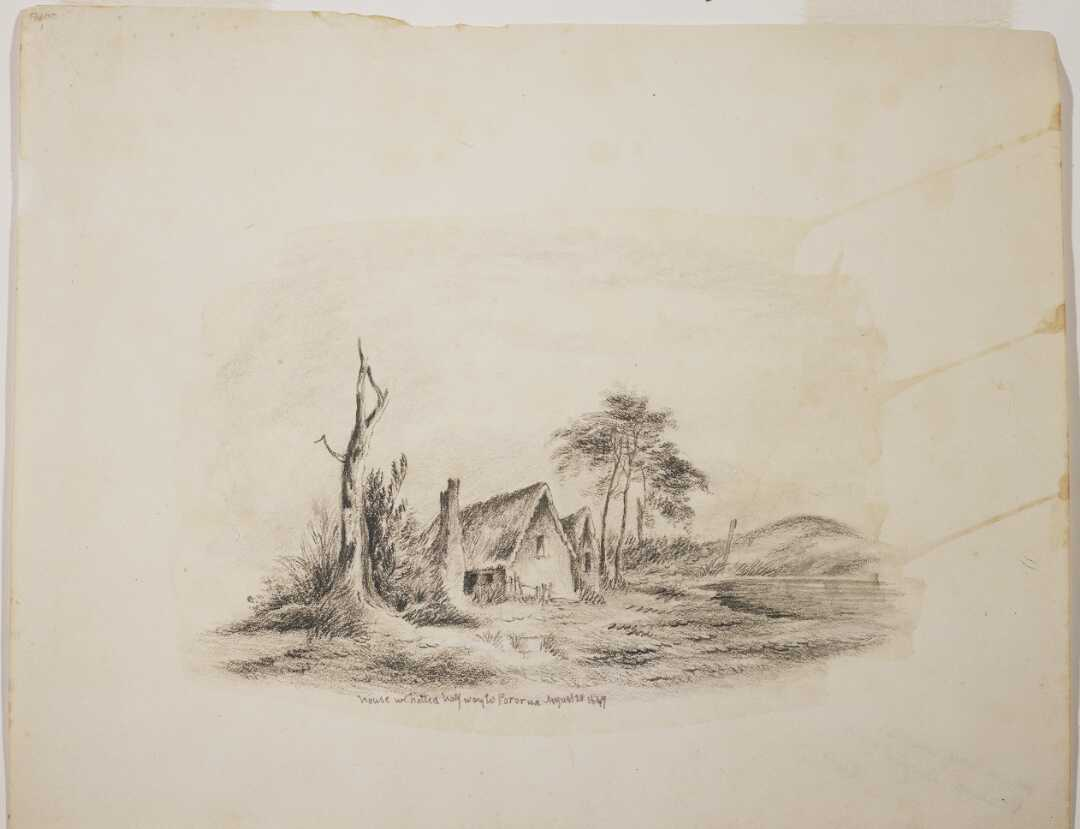
Anthony & Susannah Walls Accommodation House, bekannt als Halfway House, in Glenside, in der Nähe von Johnsonville
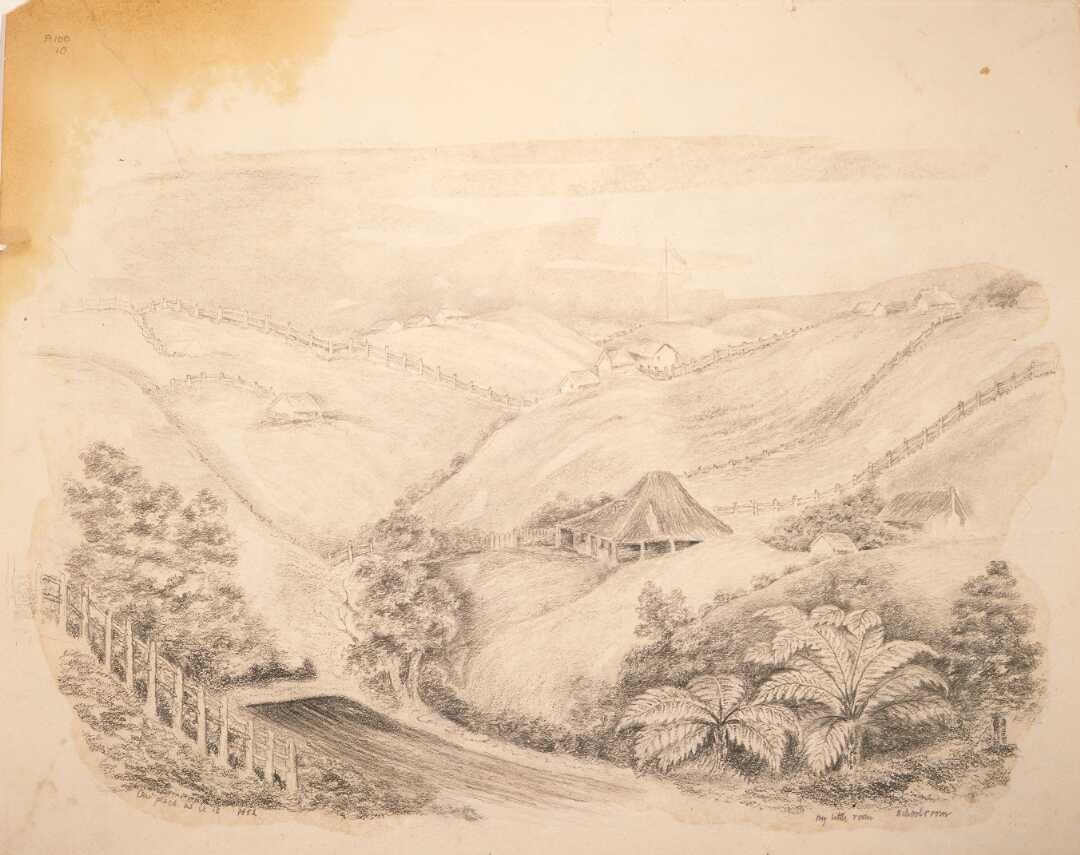
Blick auf das Dach des King-Gehöfts in New Plymouth. Hinter dem King-Haus befindet sich ein kleiner Schuppen, der von Martha King als „mein kleines Zimmer“ gekennzeichnet ist, und ein größeres Häuschen, das als „Schulzimmer“ gekennzeichnet ist.
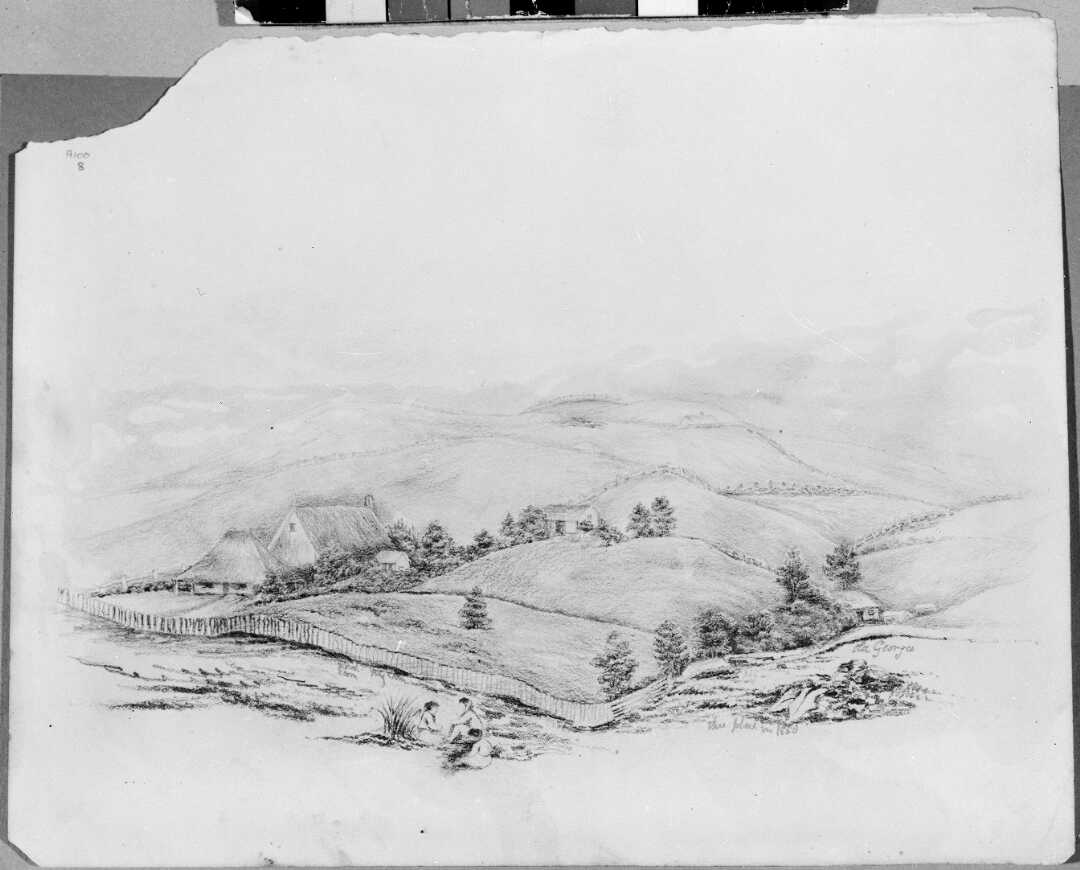
Das Haus von Frau SP King und Miss King im Jahr 1850, New Plymouth, 1850